# Gerson (fotbollsspelare född 1997)
Gerson Santos da Silva, mer känd som endast Gerson, född 20 maj 1997, är en brasiliansk fotbollsspelare som spelar för Flamengo. 

## Karriär
Den 1 juli 2021 värvades Gerson av Marseille, där han skrev på ett femårskontrakt. Gerson debuterade i Ligue 1 den 8 augusti 2021 i en 3–2-vinst över Montpellier.
Den 3 januari 2023 återvände Gerson till brasilianska Flamengo på ett fyraårskontrakt.